# فيلافيردي (مدريد)
فيلافيردي (بالإسبانية: Villaverde)‏ حي في مدينة مدريد الإسبانية. يقع في جنوب العاصمة.